# Фридрих Лудвиг фон Дона-Карвинден
Фридрих Лудвиг фон Дона-Карвинден (на немски: Friedrich Ludwig zu Dohna-Carwinden; * 27 март/6 април 1694/31 август 1697, Дрезден; † 6 януари 1749, Везел, Мекленбург-Предна Померания) е бургграф и граф на Дона-Карвинден, пруски генерал-фелдмаршал и дипломат, комтур на Лагов, амтхауптман на Тайденбург-Золдау и Вилемберг.

## Биография
Той е вторият син на бургграф и граф Фридрих Кристоф фон Дона-Карвинден (1664 – 1727), пруски и шведски генерал, фелдмаршал и дипломат, и първата му съпруга Луиза Антоанета фон Дона-Шлобитен (1660 – 1716), дъщеря на Фридрих фон Дона „Млади“ (1621 – 1688) и Есперанца дьо Пуй дьо Монтбрун-Ферасиерес (1638 – 1690). Внук е на бургграф и граф Кристоф Делфикус фон Дона (1628 – 1668), 1. граф на Карвинден, и графиня Анна Оксенстиерна от Васа (1620 – 1690). Правнук е на бургграф и граф Кристоф II фон Дона (1583 – 1637) и графиня Урсула фон Золмс-Браунфелс (1594 – 1657). Баща му се жени втори път 1717 г. за графиня Елеонора Елизабет Оксернстиерна-Кронеборг (1674 – 1736).
Брат е на бургграф и граф Карл Август фон Дона-Карвинден (1691 – 1744), става шведски генерал-майор, и на Улрика Елеонора Есперанца Анна фон Дона-Карвинден (1689 – 1760), омъжена на 8 ноември 1712 г. в Дрезден за граф Хайнрих Георг фон Валдек-Пирмонт-Бергхайм (1683 – 1736), син на граф Кристиан Лудвиг фон Валдек (1635 – 1706) и графиня Йоханета фон Насау-Идщайн-Саарбрюкен (1657 – 1733).
Фридрих Лудвиг фон Дона-Карвинден започва през 1713 г. пруска военна служба. На 15 март 1737 г. той е генерал-майор, а от 1742 г. генерал-лейтенант. През 1742 г. той е посланик във виенския двор и остава там до 1744 г. След завръщането му той става на 11 юни 1745 г. генерал на инфантерията и за заслугите си през септември 1746 г. става рицар на ордена Черен орел. На 24 май 1747 г. става генерал-фелдмаршал.
Фридрих Лудвиг фон Дона-Карвинден умира на 6 януари 1749 г. във Везел на 54 години.

## Фамилия
Фридрих Лудвиг фон Дона-Карвинден се жени на 16 декември 1721 г. в Кьонигсберг за бургграфиня и графиня София Вилхелмина фон Дона-Шлобитен (* 8 юли 1697, Берлин; † 10 септември 1754, Везел), дъщеря на бургграф и граф Александер фон Дона-Шлобитен (1661 – 1728) и бургграфиня и графиня Амалия Луиза фон Дона (1661 – 1724), дъщеря на Кристоф Делфикус фон Дона (1628 – 1668), 1. граф на Карвинден. Те имат децата:
- Карл Емил фон Дона-Карвинден (* 1724; † 3 декември 1747), оберконзисториалрат и асессор в Бреслау
- Фридрих Александер Кристоф (1731 – 1734)
- София Луиза фон Дона-Карвинден (* 9 октомври 1727; † 19 март 1749, Везел), омъжена на 3 септември 1747 г. във Везел за граф Франц Карл Лудвиг фон Вид-Нойвид (* 10 октомври 1710; † 8 октомври 1765)
- Шарлота Елизабет Албертина (1733 – 1734)
- Луиза Каролина Хенриета Елеонора (1734 – 1735)
- Елизабет Анна София (1739 – 1740)